# Randall (Minnesota)
Randall város az Amerikai Egyesült Államok Minnesota államában, Morrison megyében. Lakosainak száma 607 fő (2020. április 1.).

## Népesség
A település népességének változása:

| 2010 | 650 |
| 2020 | 607 |